# Boeing GA-1
El Boeing GA-1 (designación de la compañía Model 10) fue un triplano blindado. Diseñado en 1919, estaba equipado con un par de motores Liberty modificados, impulsando hélices propulsoras. Primero de los aviones de la pesadamente blindada serie GAX (Ground Attack, eXperimental (Ataque a Tierra, eXperimental)) de la Engineering Division, el pesado aeroplano estaba destinado a ametrallar a tropas de tierra así como a otros aviones enemigos. Estaba tan bien blindado que su peso de cinco toneladas se probó excesivo.

## Desarrollo
Poco después del fin de la Primera Guerra Mundial, el Ejército de los Estados Unidos exploró aviones especializados en ataque al suelo altamente blindados y armados. Fue el proyecto mimado del general William Mitchell. La División de Ingeniería del Servicio Aéreo del Ejército emitió solicitudes de propuestas a los productores de aviones estadounidenses el 15 de octubre de 1919. No se ofrecieron diseños, así que la División de Ingeniería ordenó intentar a uno de sus ingenieros, Isaac M. Laddon, lo que la industria de aviación consideraba claramente imposible. Su diseño, designado GAX, voló por primera vez en McCook Field el 26 de mayo de 1920. El GAX fue el Proyecto McCook Field P129 y llevó el número de serie 63272 del AAS.

## Diseño
La limpieza aerodinámica fue sacrificada en favor de los sectores de fuego de sus ocho ametralladoras. La robusta estructura era capaz de llevar una pesada carga de munición, así como cerca de 998 kg de placas de blindaje. El resultado fue una máquina angulosa de construcción en madera, arriostrada por cables con recubrimiento de madera contrachapada y tela. Un fuselaje de sección rectangular transportaba al artillero delantero en una posición proel abierta, al piloto en una cabina semicerrada con persianas blindadas para la visión delantera, y al artillero trasero en una posición dorsal abierta. Los motores se llevaban en góndolas a media ala.
Tal como se diseñó, el armamento era exhaustivo. El piloto tenía el control de un cañón de 37 mm, cuatro armas Lewis fijas de fuego frontal e inferior, y una ametralladora que disparaba hacia arriba y por delante de las alas. Dos Lewis más disparaban hacia atrás y hacia abajo (a través de un túnel en el fuselaje) y una única ametralladora lo hacía por arriba y por encima de las alas. Había una posición artillera en el morro. El blindaje cubría la mitad frontal del fuselaje y los alojamientos de los motores.
El ala superior era mayor que la inferior; las alas media y superior llevaban alerones. La envergadura disminuía de 20 m a 17,8 m desde el ala superior a la inferior.

## Historia operacional

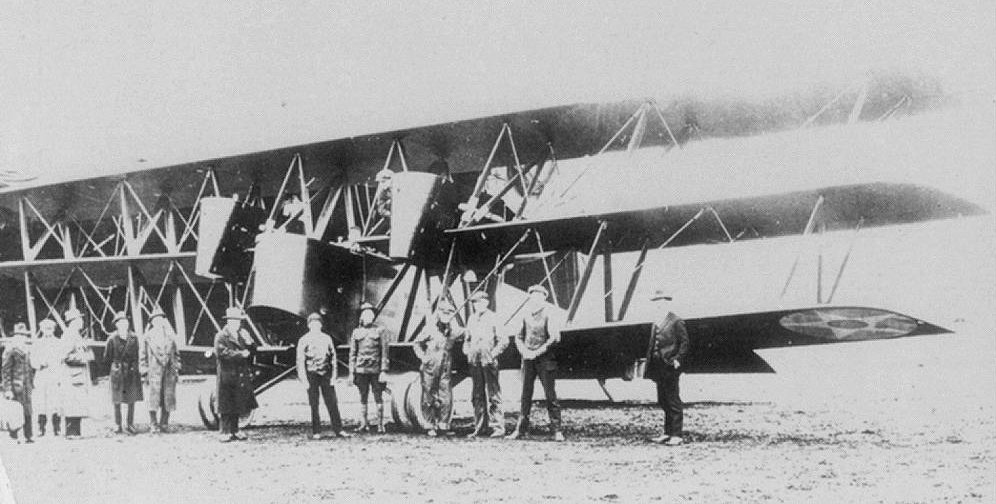
Un GA-1 siendo examinado.

El 7 de junio de 1920, a Boeing se le concedió un contrato por 20 modelos de producción designados GA-1. Antes de que fuera entregado el primero en mayo de 1921, la orden se había reducido a diez. Los aviones de producción llevaban los números de constructor de Boeing 200-209 y los números de serie del AAC 64146-64155. El número 64146 fue evaluado en McCook como proyecto P187. El GA-2 de continuación voló en el campo McCook en diciembre de 1921, con órdenes para construir dos aviones más.
Los GA-1 fueron enviados a Kelly Field, Texas, a principios de 1923, para realizar pruebas de servicio con la única formación estadounidense de ataque aéreo, el 3rd Attack Group. Estas pruebas demostraron que los aviones eran inaceptables. Tenían una pobre visibilidad, al igual que las prestaciones, particularmente el régimen de ascenso, la maniobrabilidad y el alcance. El avión sufría ruidos y vibraciones causados por el blindaje de 4,75 mm de espesor. La carrera de despegue era muy larga para los estándares de la época. Los GA-1 fueron extremadamente impopulares entre los pilotos que llevaron a cabo la evaluación.
Como resultado, en 1925, la totalidad de la fuerza aérea de ataque del país (el 3rd Attack Group, que se diferenciaba de la fuerza de bombarderos) consistía en catorce máquinas Airco DH-4, inadecuadas incluso para el entrenamiento, y mucho menos para el combate.
Se rumoreaba que los GA-1 sobrevivieron hasta que fueron inspeccionados el 14 de enero de 1926, por lo que los pilotos de Kelly Field podían ser amenazados con obligarles a volarlos si cometían infracciones disciplinarias. Todos fueron desguazados en abril de 1926.

## Variantes
GA-1
Triplano blindado, un piloto y dos artilleros, dos motores propulsores Liberty L-12A en V de 324 kW (435 hp), diez construidos.
GA-2
Biplano, un piloto y dos artilleros, un motor tractor Engineering Division W-18 de 559 kW (750 hp), un cañón de 37 mm y ametralladoras de 7,62 mm, tres construidos.

## Operadores
Estados Unidos
- Servicio Aéreo del Ejército de los Estados Unidos

## Especificaciones (GA-1)

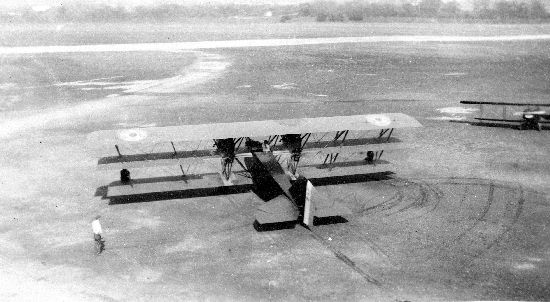
Vista superior de un GA-1.

Referencia datos: "The Complete Encyclopedia of World Aircraft"

### Características generales
- Tripulación: Tres (un piloto y dos artilleros)
- Longitud: 10,3 m (33,6 ft)
- Envergadura: 20 m (65,5 ft)
- Altura: 4,3 m (14,2 ft)
- Superficie alar: 94,4 m² (1016 ft²)
- Peso vacío: 3553 kg (7830,8 lb)
- Peso cargado: 4729 kg (10 422,7 lb)
- Planta motriz: 2× motor lineal V12 refrigerado por agua Liberty L-12A.
  - Potencia: 324 kW (447 HP; 441 CV) cada uno.

### Rendimiento
- Velocidad nunca excedida (Vne): 169 km/h (105 MPH; 91 kt)
- Velocidad crucero (Vc): 153 km/h (95 MPH; 83 kt)
- Alcance: 563 km (304 nmi; 350 mi)
- Techo de vuelo: 3505 m (11 499 ft)
- Régimen de ascenso: 3,1 m/s (600 ft/min)

### Armamento
- Ametralladoras: 

  - Ocho Browning de 7,62 mm

- Cañones: 

  - Un Baldwin de 37 mm
- Otros: Con algunas ametralladoras desmontadas, podía llevar 10 pequeñas bombas de fragmentación

## Aeronaves relacionadas

### Secuencias de designación
- Secuencia Numérica (interna de Boeing): ← 6E - 7 - 8 - 10 - 15 - 16 - 21 →
- Secuencia GA-_ (Ataque a Tierra del USAAS, 1919-1924): GA-1 - GA-2